# Film de motard hors-la-loi
 (octobre 2021).
La mise en forme du texte ne suit pas les recommandations de Wikipédia : il faut le « wikifier ».
Les points d'amélioration suivants sont les cas les plus fréquents. Le détail des points à revoir est peut-être précisé sur la page de discussion.
- Les titres sont pré-formatés par le logiciel. Ils ne sont ni en capitales, ni en gras.
- Le texte ne doit pas être écrit en capitales (les noms de famille non plus), ni en gras, ni en italique, ni en « petit »…
- Le gras n'est utilisé que pour surligner le titre de l'article dans l'introduction, une seule fois.
- L'italique est rarement utilisé : mots en langue étrangère, titres d'œuvres, noms de bateaux, etc.
- Les citations ne sont pas en italique mais en corps de texte normal. Elles sont entourées par des guillemets français : « et ».
- Les listes à puces sont à éviter, des paragraphes rédigés étant largement préférés. Les tableaux sont à réserver à la présentation de données structurées (résultats, etc.).
- Les appels de note de bas de page (petits chiffres en exposant, introduits par l'outil «  Source ») sont à placer entre la fin de phrase et le point final[comme ça].
- Les liens internes (vers d'autres articles de Wikipédia) sont à choisir avec parcimonie. Créez des liens vers des articles approfondissant le sujet. Les termes génériques sans rapport avec le sujet sont à éviter, ainsi que les répétitions de liens vers un même terme.
- Les liens externes sont à placer uniquement dans une section « Liens externes », à la fin de l'article. Ces liens sont à choisir avec parcimonie suivant les règles définies. Si un lien sert de source à l'article, son insertion dans le texte est à faire par les notes de bas de page.
- La présentation des références doit suivre les conventions bibliographiques. Il est recommandé d'utiliser les modèles {{Ouvrage}}, {{Chapitre}}, {{Article}}, {{Lien web}} et/ou {{Bibliographie}}. Le mode d'édition visuel peut mettre en forme automatiquement les références.
- Insérer une infobox (cadre d'informations à droite) n'est pas obligatoire pour parachever la mise en page.

Pour une aide détaillée, merci de consulter Aide:Wikification.
Si vous pensez que ces points ont été résolus, vous pouvez retirer ce bandeau et améliorer la mise en forme d'un autre article.

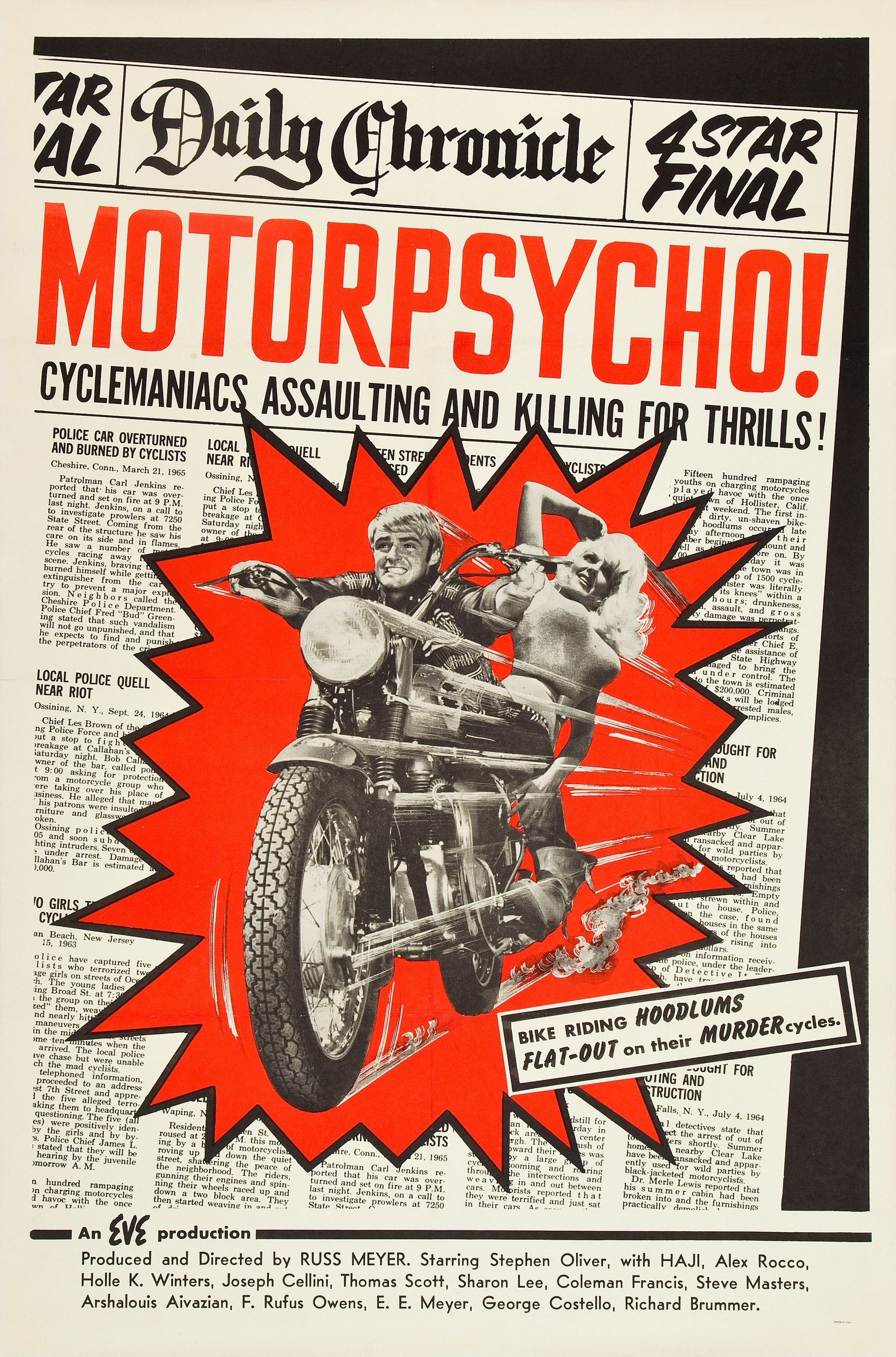
Les Enragés de la moto

Un film de motard hors-la-loi (Outlaw Biker Film), également appelé film de bikesploitation (mot-valise de « bike », signifiant « moto » et « exploitation ») est un genre cinématographique apparu à la fin des années 1950 et qui s'est répandu dans les années 1960 aux États-Unis à l'époque du Nouvel Hollywood, mettant en vedettes des personnages hors-la-loi à moto, se déplaçant souvent en bande, inspirés par les groupes de motards hors-la-loi tels que les Hells Angels et les Bandidos.

## Origines du genre
Des clubs de motards hors-la-loi se sont formés après la fin de la Seconde Guerre mondiale sur la côte Ouest des États-Unis. Leur culture a été popularisée pour la première fois dans le film L'équipée sauvage (1953) de Lazslo Benedek, avec Marlon Brando et dont le scénario est inspiré de faits réels. Le film remporta un succès, et de nombreux films d'exploitation à petit budget ont été réalisé à destination d'un public adolescent, tels que Motorcycle Gang (en) (1957) d’Edward L. Cahn et The Hot Angel (en) (1958) de Joe Parker. Mais le genre a vraiment pris son essor au milieu des années 1960, au moment de la médiatisation des Hells Angels en particulier, après la parution du livre de Hunter S. Thompson, Hell's Angels: The Strange and Terrible Saga of the Outlaw Motorcycle Gangs (1966).

## Âge d'or du genre dans les années 1960
Le personnage de Marlon Brando dans L’équipée sauvage a eu une influence dans le cinéma des années 1960 et dans la culture populaire.
Ainsi en Angleterre, Joseph Losey réalisa Les Damnés (1963), un film dans lequel des blousons noirs, semblables à ceux de L’équipée sauvage, poursuivent un touriste américain.
De même en 1964, Elvis Presley joue un personnage de motard dans L’homme à tout faire rappelant Marlon Brando dans L’équipée sauvage. Scorpio Rising, le court-métrage expérimental de Kenneth Anger, aborde la culture bikers, et l’un des acteurs arbore le même style vestimentaire que celui de Marlon Brando dans L’équipée sauvage.
En 1965, le réalisateur Russ Meyer réalisa Motorpsycho, un étrange film sur un gang de motards diaboliques dirigé par un vétéran de la guerre du Vietnam perturbé. En 1966, American International Pictures (AIP) sort Les anges sauvages réalisé par Roger Corman, avec Peter Fonda, Bruce Dern et Nancy Sinatra. Ce film, destiné aux foules de jeunes des Drive-in, a été un succès surprise et un nouveau sous-genre de film d’exploitation venait de naître. AIP prit ainsi la tête du marché et produisit dans la foulée Les anges de l’enfer réalisé par Daniel Haller, avec en vedette l’acteur-réalisateur John Cassavetes, puis La Guerre des anges réalisé par Anthony M. Lanza avec Dennis Hopper en 1967.
L’acteur Titus Moede réalise un court-métrage documentaire sur la culture Bikers en 1965, intitulé Outlaw Motorcycles, tout comme le documentaire It’s a Revolution Mother (1968) de Harry Kerwin. On y voit notamment le groupe The Aliens.
En 1968, AIP poursuit la production de films de Bikesploitation avec Des filles à moto (en), Angels from Hell (en) et Les Sept sauvages (le premier dans lequel joue l'actrice/réalisatrice Penny Marshall). La société réalise par la suite cinq autres films mettant en scène des gangs de motards : Hell’s Belles (en) (1969), Les démons de la violence (1969), Angel Unchained (en) (1970), The Hard Ride (en) (1971) et Chrome and Hot Leather (en) (1971).
AIP et Fanfare Films ont également coproduit Le crédo de la violence (1967). Fanfare se lance également dans la production de films de Bikesploitation avec Le Retour des anges de l’enfer (1967) avec Jack Nicholson, Wild Wheels (1969) et confie à l’acteur Jack Starrett la réalisation de La cavale infernale (1969), et Les machines du diable (1970), dans lequel des bikers sont envoyés en mission de sauvetage au Vietnam. Il est l’un des tout premiers films à se passer durant la Guerre du Viêt-Nam. Notons aussi que Jack Starrett est un habitué des rôles de policier dans les films de Bikesploitation (Le retour des anges de l’enfer, Le crédo de la violence, Angels from Hell…) mais aussi dans d’autres films qui sortiront par la suite, notamment Rambo avec Sylvester Stallone. On retrouve dans plusieurs de ces films, William Smith, acteur emblématique de la Bikesploitation et du film de genre.
D'autres petites maisons de production indépendantes ont continué à produire des dizaines de films de Bikesploitation à petit budget jusqu'à ce que la tendance se dissipe au début des années 1970. Crown International (en) a produit Wild Rebels (en) (1967), The Hellcats (en) (1968), The Sidehackers (1969), Wild Riders (1971) et Pink Angels (en) (1972), mettant en scène un groupe de bikers gay descendant la côte Ouest pour aller à un drag bal. Independent-International Pictures Corp. a produit trois films de ce genre tous réalisés par Al Adamson : Les Sadiques de Satan (en) (Satan's Sadists) (1969), Hell's Bloody Devils (en) (1970) et Angels' Wild Women (en) (1972).
On retrouve Jack Nicholson dans Les motos de la violence (tourné en 1967 mais ne sorti qu’en 1970) avec Harry Dean Stanton et Bruce Dern. Ce dernier a également joué le rôle d'un chef de gang sadique dans The Cycle Savages (en) (1970).
En 1969, Dennis Hopper donne ses lettres de noblesse à la Bikesploitation en réalisant Easy Rider, avec Peter Fonda, Jack Nicholson et lui-même à l’affiche. Le film s’inscrit totalement dans le mouvement Hippie de cette période, soit complètement à l’opposé de la violence des films de Bikesploitation réalisés jusqu’à présent. Easy Rider est sélectionné au Festival de Cannes et remporte le Prix de la Meilleure première œuvre, et Jack Nicholson reçoit une nomination pour l’Oscar du meilleur second rôle en 1970. Il est encore cité aujourd’hui comme un film culte et emblématique de cette époque.
Sonny Barger, fondateur du chapitre d'Oakland des Hells Angels, a été consultant sur plusieurs films de Bikesploitation. Il a notamment été figurant avec d'autres membres de gangs dans Le Retour des anges de l’enfer et Les démons de la violence. Les Hells Angels ont également été figurants dans un produit par Roger Corman, Les Anges nus (1969) avec Michael Greene (en).
Le crédo de la violence (1967) a introduit le personnage de Billy Jack, joué par Tom Laughlin. En désaccord avec les producteurs sur le scénario de Billy Jack, Laughlin a écrit et réalisé Le crédo de la violence pour être sur la tendance des films de Bikesploitation (ce qui lui a finalement permis de réaliser Billy Jack en 1971). Le crédo de la violence a été inspirée par des reportages sur les Hells Angels qui terrorisaient une communauté californienne. Dans un souci d’économie, une scène de cascade d'une moto s'écrasant dans un étang a été reprise de la comédie The Ghost in the Invisible Bikini (1966). Le crédo de la violence est également important pour la critique sociale qu’il développe sur sa représentation du gang de motards comme une force du mal irrécupérable. Dans ce film, pour la première fois, un héros solitaire tient tête au gang et finit par le vaincre. D’habitude, la majorité des films de Bikesploitation imitaient L’équipée sauvage en mettant en vedette un membre de gang sympathique qui rejetait le style de vie des motards hors-la-loi. Les exemples les plus fameux sont le personnage de Peter Fonda dans Les anges sauvages, de Jack Nicholson dans Le Retour des anges de l’enfer (1967) et de Joe Namath dans C.C. & Company (en) (1970).
En 1968 en France, John Berry réalise A tout casser, avec Johnny Hallyday et Eddie Constantine qui reprend tous les codes de la Bikesploitation.

### Des films de Bikesploitation féministes
Un certain nombre de films ont été réalisés avec des gangs de motards entièrement féminins tels que The Hellcats (en) (1967), She-Devils on Wheels (en) (1968), Des filles à moto (en) (1968) avec Sherry Jackson (en) et Harry Dean Stanton, Sisters in Leather (1969) avec Pat Barrington (nl), Angels’ Wild Women (en) (1972) et Cycle Vixens (1978).
Les Diablesses de la moto (1972), réalisé par une femme, Barbara Peeters, raconte la vengeance d’une motarde dont le frère a été tué. Angels’ Wild Women (en) (1972) est centré sur un groupe de motardes coriaces qui se vengent des hommes. L'histoire (et le titre original de Screaming Angels) a été modifiée après que les producteurs se soient rendu compte que les cinémas n'étaient plus intéressés par les films de Bikesploitation traditionnels. Inspirés par la popularité du film The Big Doll House, réalisé par Jack Hill et produit par Roger Corman, un violent de Women in prison avec Pam Grier, de nouvelles scènes avec des motardes plus agressives ainsi qu’un sosie de Pam Grier ont été ajoutées à Angels’ Wild Women (en). Le film eut un succès au box-office à la suite de ces changements.

## Un genre qui s’essouffle dans les années 1970
En 1970, Roger Corman quitte AIP pour rejoindre New World Pictures, et participer à la production d’autres films de Bikesploitation dont L’Ange sauvage (1970), Angels Hard as They Come (1971) et Les Diablesses de la moto (1971), mais aussi de très nombreux films de genre.
Alors que la tendance commençait à s'essouffler, des cinéastes ont commencé à mélanger le genre du fantastique à la Bikesploitation. Dans Werewolves on Wheels (en) (1971), un biker se transforme en loup-garou, et dans Blook Freak (en) (1972), un biker se fait transformer en monstre dinde par un savant fou. Dans le film d'horreur britannique Psychomania (en) (1973) réalisé par Don Sharp, un gang de motards fait un pacte avec le diable pour obtenir l'immortalité.
Dans le même temps, alors que la Blaxploitation battait son plein, il y eut quelques tentatives de le mêler au genre de la Bikesploitation. Les exemples les plus connus sont The Black Angels (1970) réalisé par Laurence Merrick (en), The Big Score (1972) réalisé par Tom Hanson (en) et The Black Six (en) (1974) réalisé par Matt Cimber, qui réalisa d’autres films de Blaxploitation.
Le Darktown Strutters (1975) réalisé par William Witney, mélange aussi les deux genres avec celui de la comédie, bien que les personnages conduisent principalement des trikes.
Electra Glide in Blue (1973) de James William Guercio (en) est un bel exemple d’inversion du genre, car il met en scène une brigade de policiers à moto, soit l’opposé des héros rebelles de la Bikesploitation. Le film Hex (1973) réalisé par Leo Garen, mélange quant à lui des éléments de la Bikesploitation avec le genre du western, et Teenage (1974) réalisé par Gerald Seth Sindell est un film sur le tournage d’un film de Bikesploitation.

### Des films de Bikesploitation en Asie
Au Japon, les films de motards féminins sont devenus populaires notamment avec Stray Cat Rock : Delinquent Girl Boss (1970) produit par la Nikkatsu. Cette tendance de mettre en scène des sukeban (gangs de filles délinquantes) est un sous-genre du Pinku eiga. La saga s'est poursuivie avec quatre autres films, et une autre saga similaire, celle des Girl Boss!, comprenant trois films, fut réalisée. Plus tardivement en 1975, la saga japonaise Detonation! s’inspire de la Bikesploitation américaine et met en scène des gangs de bikers hommes qui s’affrontent, tout comme le punk Crazy Thunder Road (1980) de Sogo Ishii.
En 1976 sort le documentaire God Speed You ! Black Emperor de Mitsuo Yanagimachi suivant un groupe de motards durant l’avènement du bosozoku, terme japonais désignant la culture de la customisation des motos.
À Hong-Kong, la Shaw Brothers produisit aussi des films inspirés de la Bikesploitation américaine, notamment La chevauchée meurtrière (1976) réalisé par Kuei Chih-Hung.

## Postérité de la Bikesploitation
Certains films avec Clint Eastwood s’inspirent de l’époque Bikesploitation. Doux, dur et dingue (1978) de James Fargo et sa suite Ca va cogner (1980) de Buddy van Horn mettent en scène une bande de bikers nommé « Les veuves noires » qui poursuivent le personnage incarné par Clint Eastwood. Dans L’Epreuve de force (1977), il dérobe une moto à une bande de bikers et se retrouve poursuivi avec Sondra Locke par un hélicoptère.
On retrouve l’esprit de la Bikesploitation dans d’autres films de la fin des années 1970 et début des années 1980, comme dans la célèbre saga australienne Mad Max de George Miller avec Mel Gibson en particulier le deuxième volet, Les Gladiateurs de l’an 3000 coréalisé par Roger Corman, ou encore dans Les guerriers du Bronx et sa suite d’Enzo G. Castellari. Ces films ont tous en commun d’appartenir au genre du film d’anticipation.
Dans un autre registre, le film Knightriders (1981) de George A. Romero met en scène une compagnie de comédiens/cascadeurs qui reconstitue des joutes médiévales à moto. L'équipement du motard est ici remplacé par une armure de chevalier du Moyen Âge.
En 1981, Kathryn Bigelow, s’inspire de L’équipée sauvage pour réaliser son premier film, The Loveless, avec Willem Dafoe dans son premier grand rôle au cinéma. Le film impose un rythme lent, proche de celui du western, montrant des jeunes désœuvrés bloqués dans une petite ville de Floride pour réparer leur moto. On retrouve Willem Dafoe dans un autre film reprenant les codes de la Bikesploitation en 1984, Les rues de feu de Walter Hill, avec Michael Paré et Diane Lane.
En 1984, le clip de la chanson When the rain beins to fall, réalisé par Bob Giraldi, s’inspire de la Bikesploitation en mettant en scène Jermaine Jackson dans une bande de bikers.
Les bikers du Mask (1985) de Peter Bogdanovich ont une image bienveillante et tolérante, contrairement aux bikers des films de Bikesploitation classiques. Ici, ils protègent un garçon souffrant d’une malformation qui est harcelé par ses camarades à l’école.
À la fin des années 1980, le genre autrefois violent et controversé est utilisé à des fin comiques dans Chopper Chicks in Zombietown (1989), I Bought a Vampire Motorcycle (en) (1990) ou encore Biker Zombies (2001).
En 1988, le film mexicain Intrepidos Punks réalisé par Francisco Guerrero mêle les codes traditionnels de la Bikesploitation avec la culture punk, en suivant un gang de bikers pillant et agressant les gens sur les routes mexicaines.
En 1991, Mickey Rourke remet au goût du jour le personnage de biker dans le d’anticipation Harley Davidson et l'Homme aux santiags réalisé par Simon Wincer. Il avait déjà campé le rôle d’un biker en 1983 dans le film Rusty James de Francis Ford Coppola.
En 1992 sort Arizona Rider, réalisé par Larry Ferguson avec Charlie Sheen. Le film reprend tous les codes de la Bikesploitation, et s’inspire d’une histoire vraie, celle d’un flic infiltré dans un groupe de motards hors-la-loi.
En 1993, sort un remake kazakh des Sept Mercenaires, intitulé L'Orient sauvage de Rachid Nougmanov, dans lequel les habitants d'un village kazakh embauchent des mercenaires pour se défendre contre un gang de bikers.
En 2000, le film québécois Hochelaga, de Michel Jetté, dépeint la culture et l'activité des gangs de bikers pendant la Guerre des motards au Québec, qui dura de 1994 à 2002.
Dans les années 2000, d’autres films s’inspirent de la Bikesploitation, pour opposer des gangs mais sur des motos sportives, comme Biker Boyz avec Laurence Fishburne et Djimon Hounsou et Torque avec Martin Henderson et Ice Cube.
En 2007, le film Bande de sauvages avec Tim Allen et John Travolta, se présente comme une variation comique des films de Bikesploitation.
Quentin Tarantino rend hommage à la Bikesploitation en produisant Hell Ride en 2008, avec Dennis Hopper et Michael Madsen. Le réalisateur du film, Larry Bishop, avait notamment joué dans plusieurs films de Bikesploitation comme Les sept sauvages (1968), Angel unchained (en) (1970) ou encore Chrome and Hot Leather (en) (1971). Tarantino déclare être un fan absolu du film de Bikesploitation australien Stone (1974) de Sandy Harbutt (en).
En 2010, le film Nude Nuns with Big Guns mêle à la fois les codes du genre de la Bikesploitation et ceux de la Nonnesploitation.
À la fin des années 2000, la série Sons of Anarchy reprend les codes de la Bikesploitation, en suivant un club de motard californien, avec Charlie Hunnam et Ron Perlman dans les rôles principaux. Certains films comme Anarchy (2014) avec Ed Harris et Ethan Hawke, et Angels of chaos (2017) de Stephan McCallum ont tenté de surfer sur le succès de cette série.

## Filmographie
- L'Équipée sauvage (1953) (The Wild One) de László Benedek
- Motorcycle Gang (en) (1957) de Edward L. Cahn
- Dragstrip Riot (en) (1958) de David Bradley
- The Hot Angel (en) (1958) de Joe Parker
- Ivy League Killers (1959) de William Davidson
- Les Damnés (1963) (These are the Damned ) de Joseph Losey
- The leather boys (1964) de Sidney J. Furie
- Les enragés de la moto (1965) (Motorpsycho) de Russ Meyer
- Les Anges sauvages (1966) (The Wild Angels) de Roger Corman
- Teenage Gang Debs (1966) de Sande N. Johnsen
- Les anges de l'enfer (1967) (Devil's Angels) de Daniel Haller
- Le Retour des anges de l'enfer (1967) (Hells Angels on Wheels) de Richard Rush
- Le Crédo de la violence (1967) (The Born Losers) de Tom Laughlin
- Wild Rebels (en) (1967) de William Grefé (en)
- Hells Chosen Few (1968) de David L. Hewitt (en)
- The Wild Racers (1968) de Daniel Haller
- Savages from Hell (1968) de Joseph G. Prieto
- Les Sept Sauvages (1968) (The Savage Seven) de Richard Rush
- She-Devils on Wheels (en) (1968) de Herschell Gordon Lewis
- The Hellcats (en) (1968) de Robert F. Slatzer
- Des filles à moto (en) (1968) (The Mini-Skirt Mob) de Maury Dexter
- Angels from Hell (en) (1968) de Bruce Kessler
- La Motocyclette (1968) (The Girl on a Motorcycle) de Jack Cardiff
- À tout casser (1968) de John Berry
- Sinner's blood (1969) de Neil Douglas
- Five the Hard Way (1969) (The Sidehackers) de Gus Trikonis
- Sisters in Leather (1969) de Zoltan G. Spencer
- L'échappée sauvage (1969) (Run, Angel, Run!) de Jack Starrett
- Hell's Belles (en) (1969) de Maury Dexter
- Easy Rider (1969) de Dennis Hopper
- Wild Wheels (1969) de Kent Osborne (en)
- Les Sadiques de Satan (en) (Satan's Sadists) (1969) de Al Adamson
- Les démons de la violence (1969) (Hell's Angels 69) de Lee Madden (en)
- Les Anges nus (1969) (Naked Angels) de Bruce D. Clark
- The Cycle Savages (en) (1969) de Bill Brame
- Devil Rider (1970) de Brad F. Grinter (en)
- Hell's Bloody Devils (en) (1970) de Al Adamson
- The Girls from Thunder Trip (1970) de David L. Hewitt (en)
- Les motos de la violence (1970) (The Rebell Rousers) de Martin B. Cohen
- Les Machines du Diable (1970) (The Losers) de Jack Starrett
- L'Ange sauvage (1970) (Angels Die Hard) de Richard Compton
- C.C. & Company (en) (1970) de Seymour Robbie
- Black Angels (1970) de Laurence Merrick (en)
- Les Bourreaux (1971) (The Tormentors) de David L. Hewitt (en)
- Wild Riders (1971) de Richard Kanter
- La Guerre des anges (1971) (The Glory Stompers) de Anthony M. Lanza
- The Hard Ride (en) (1971) de Burt Topper
- Angel Unchained (en) (1971) de Lee Madden
- The Windsplitter (1971) de J.D. Feigelson
- The Jesus Trip (it) (1971) de Russ Mayberry
- Outlaws Riders (1971) de Tony Huston (en)
- Angels Hard as They Come (1971) de Joe Viola
- The Proud Rider (en) (1971) de Walter Baczynsky
- Chrome and Hot Leather (en) (1971) de Lee Frost (en)
- Pink Angels (en) (1971) de Larry G. Brown
- Werewolves on Wheels (en) (1971) de Michel Levesque (de)
- Bad, Bad, Gang! (1971) de Donn Greer
- The Peace Killers (1971) de Douglas Schwartz
- Blood Freak (en) (1972) de Brad F. Grinter (en) et Steve Hawkes
- A Ton of Grass Goes to Pot (1972) de Tom Hanson (en)
- Les Diablesses de la moto (Bury Me an Angel) (1972) de Barbara Peeters
- The Loners (en) (1972) de Sutton Roley (nl)
- J.C. (1972) de William F. McGaha
- Angels' Wild Women (en) (1972) de Al Adamson
- Wrong Way (1972) de Ray Williams
- The Dirt Gang (en) (1972) de Jerry Jameson
- La Java des pompiers (1972) (Sleazy Rider) de Roger Gentry
- Road of Death (1973) de Rene Martinez Jr.
- The Death Wheelers (en) (1973) (Psychomania) de Don Sharp
- The Black 6 (en) (1973) de Matt Cimber
- Cycle Psycho (en) (1974) de John Lawrence
- You and Me (1974) de David Carradine
- Stone (1974) de Sandy Harbutt (en)
- Darktown Strutters (1975) de William Witney
- Trip with the Teacher (en) (1975) de Earl Barton
- Northville Cemetery Massacre (en) (1976) de Thomas Van Dyke et William Dear
- Cosy Cool (1977) de Gary Young
- Cycle Vixens (1978) de Peter Perry Jr. et John Arnoldy
- Mad Foxes (1981) de Paul Grau
- Cry-Baby (1991) de John Waters